# IC 4182
IC 4182 је спирална галаксија у сазвјежђу Ловачки пси која се налази на листи објеката дубоког неба у Индекс каталогу.
Деклинација објекта је + 37° 36' 23" а ректасцензија 13h 5m 49,3s. Привидна величина (магнитуда) објекта IC 4182 износи 11,1 а фотографска магнитуда 11,7. Налази се на удаљености од 4,589 милиона парсека од Сунца. IC 4182 је још познат и под ознакама UGC 8188, MCG 6-29-31, CGCG 189-20, PGC 45314.